# Set (Spiel)
Set (früher auch Set!) ist ein Kartenspiel, das 1974 von Marsha Jean Falco erfunden und 1991 von Set Enterprises veröffentlicht wurde. 1995 wurde das Spiel in Deutschland von F.X. Schmid verlegt, seit 2001 von Ravensburger und seit 2013 von Amigo. Nach der Übernahme von Set Enterprise im Jahr 2019 liegen die weltweiten Rechte am Spiel bei PlayMonster.

## Spielmaterial
Das Spiel besteht aus 81 Karten. Auf den Karten sind bestimmte Symbole abgedruckt. Diese Symbole haben verschiedene Farben, Formen und Füllungen und treten einfach, zweifach oder dreifach pro Karte auf. Alle Symbole auf einer Karte haben jedoch die gleiche Farbe, Form und Füllung. So lässt sich jede der 81 Karten eindeutig durch die Ausprägungen der Eigenschaften Farbe, Form, Füllung und Anzahl charakterisieren. Für jede dieser vier Eigenschaften existieren drei mögliche Ausprägungen:
- Farbe: Rot, Grün und Violett
- Form: Oval, Raute und Welle
- Füllung: leer, gestreift und voll
- Anzahl: eins, zwei oder drei

Zu jeder Kombination dieser Eigenschaften gibt es eine entsprechende Karte, so kommt man auf die {\displaystyle 81=3^{4}=3\cdot 3\cdot 3\cdot 3} verschiedenen Karten.

## Spielregeln

### Was ist ein Set?
Man kann verschiedene Varianten dieses Spiels spielen. Sie alle drehen sich aber um das namensgebende Set. Ein Set besteht aus drei Karten, die für jede Eigenschaft die Bedingung erfüllen müssen, dass alle Karten in dieser Eigenschaft übereinstimmen oder dass keine zwei der Karten in dieser Eigenschaft übereinstimmen. Das heißt also:
- Alle Karten zeigen dasselbe Symbol oder jede zeigt ein anderes Symbol.
- Alle Karten zeigen dieselbe Anzahl an Symbolen oder jede zeigt eine andere Anzahl.
- Alle Karten zeigen Symbole derselben Farbe oder jedes Symbol hat eine andere Farbe.
- Alle Karten zeigen Symbole mit derselben Füllung oder jedes Symbol hat eine andere Füllung.

Dabei wird jede Eigenschaft unabhängig von den anderen betrachtet. Äquivalent lässt sich der Begriff „Set“ auch wie folgt in nur einem Satz definieren: Drei Karten bilden genau dann ein Set, wenn keine der vier Eigenschaften bei genau zwei der drei Karten die gleiche Ausprägung erfährt.
Zieht man zwei beliebige Karten aus dem Spiel, dann gibt es genau eine weitere Karte, die beide zu einem Set ergänzt. Drei Karten, die ein Set ergeben, könnten zum Beispiel sein:
- drei rote gefüllte Ovale,
- eine rote leere Raute,
- zwei rote gestreifte Wellen.

Unterschiedliche Anzahl, gleiche Farbe, unterschiedliche Formen, unterschiedliche Füllungen.

### Wie wird das Spiel gespielt?
In der bekanntesten Variante von Set legt ein Kartengeber so lange Karten auf dem Tisch aus, bis entweder zwölf Karten ausgelegt sind, oder einer der (beliebig vielen) Mitspieler „Set“ ruft. Damit zeigt der Mitspieler, dass er drei Karten ausgemacht hat, die ein Set ergeben. Ist das korrekt, darf er sich die drei Karten nehmen, und der Kartengeber ersetzt sie gegebenenfalls durch neue sofern vorhanden. Liegt der Mitspieler falsch, so ist dieser vom Spiel ausgeschlossen, bis ein anderer Mitspieler ein Set findet. Alternativ kann ein falsches „Set“-Rufen auch mit dem Abgeben eines bereits gesammelten Sets bestraft werden. Findet kein Spieler bei zwölf ausgelegten Karten ein Set, so können weitere Karten nachgegeben werden. Im Extremfall können 20 Karten aufgedeckt sein, ohne dass ein Set ausliegt. Dies liegt, mathematisch ausgedrückt, daran, dass im Vektorraum {\displaystyle \mathbb {F} _{3}^{4}} bis zu 20 paarweise verschiedene Punkte gewählt werden können, die keine Gerade enthalten.
Das Spiel geht auf diese Weise weiter, bis alle 81 Karten ausgelegt wurden und die Mitspieler sich darüber einig sind, dass die noch offenen Karten kein Set mehr enthalten. In seltenen Fällen bleiben keine Karten mehr übrig, für gewöhnlich jedoch sechs oder neun Karten. Wer am Ende am meisten Karten besitzt, gewinnt das Spiel.

## Geschichte
Marsha Falco erfand Set 1974 während ihrer Arbeit als Genetik-Wissenschaftlerin im englischen Cambridge. Um die Arbeit mit Blöcken von genetischen Informationen übersichtlicher zu machen, ersetzte sie diese durch Symbole und schrieb sie auf Karten. Beim Versuch, ihren Kollegen den Stapel Karten auf ihrem Tisch zu erklären, kam ihr die Idee, etwas Lustiges daraus zu machen – sie erfand das Kartenspiel Set.
Falco spielte das Set zunächst nur im Familien- und Bekanntenkreis, bevor sie es schließlich 1991 veröffentlichte. Set gewann noch im gleichen Jahr den Mensa Select-Preis und nach seiner Veröffentlichung in Deutschland 1995 auch den neunten Platz beim Deutschen Spiele Preis.

## Deutsche Meisterschaften
Seit 2013 werden jährlich die deutschen Meisterschaften in Set ausgetragen. Die damals 36-jährige Aachnerin Sabrina Grande gewann den ersten Meistertitel. Ein Jahr darauf, 2014, wurde Stefan Ziegler deutscher Set-Meister. Er musste sich bei der Meisterschaft 2013 noch gegen Sabrina Grande geschlagen geben. Der Meistertitel 2015 ging an Syrina Laubvogel. 2016 gewann der elfjährige Julius Ziegler, Sohn des Meisters von 2014, die Meisterschaft. Sein Vater wurde dritter. Auch 2017 gewann Julius Ziegler, sein Vater wurde zweiter. Die 2017 drittplatzierte Karolina Schmidt gewann 2018. Im Jahr 2019 gewann wieder Julius Ziegler direkt vor seinem Vater. 2020 und 2021 fanden keine Meisterschaften statt. 2022 gewann Stefan Bohren. 2023 und 2024 gewann Milan Cherubim.
Ausgetragen werden die Meisterschaften vom Spieleverlag Amigo, der die Meisterschaften direkt nach der Übernahme des Spiels von Ravensburger einführte.
In den Meisterschaften treten die Kandidaten in Vorrundenspielen gegeneinander an und sammeln so Punkte. Die neun Spieler mit den meisten Punkten kommen ins Halbfinale. Dort spielen sie an drei Tischen je zu dritt und pro Tisch wird ein Finalist erkoren. Die drei Finalisten treten dann gegeneinander im Finalspiel an, der Sieger ist neuer deutscher Set-Meister.